# Microhalimus
Microhalimus is een geslacht van kreeftachtigen uit de klasse van de Malacostraca (hogere kreeftachtigen).

## Soort
- Microhalimus deflexifrons (Haswell, 1880)